# Чилийская война за независимость
Чилийская война за независимость (1810—1821) — вооружённая борьба чилийских креолов против испанского колониального господства, приведшая к независимости Чили от Испании. Была частью войны за независимость испанских колоний в Америке.
Традиционно начало войны датируется 18 сентября 1810 года. В зависимости от того, какие события берут за условную точку окончания войны, указываются даты 1821 год, когда роялистские силы были побеждены Хосе де Сан-Мартином, или 1826 год, когда последние испанские войска сдались, а архипелаг Чилоэ был включён в Чилийскую республику. Декларация независимости Чили была официально опубликована 12 февраля 1818 года и официально признана Испанией в 1844 году, когда между двумя странами были установлены дипломатические отношения.
Независимость не получила единодушной поддержки чилийцев, которые были разделены за сторонников независимости и роялистов. То, что началось как политическое движение среди элиты против колониальной зависимости, закончилось как полноценная гражданская война. Традиционно война делится на три этапа: Patria Vieja' (1810—1814); Реконкиста (1814—1817); Patria Nueva (1817—1823).

## Предыстория
В начале 1808 года генерал-капитанство Чили — одна из самых маленьких и бедных колоний Испанской империи — находилось под управлением Луиса Муньоса де Гусмана, умелого и уважаемого королевского губернатора. В мае 1808 года свержение Карла IV и Фердинанда VII, их замена Жозефом Бонапартом и начало Полуостровной войны погрузили империю в хаос. В то же время Чили столкнулся с внутренними политическими проблемами. Губернатор Гусман внезапно умер в феврале того же года, и метрополия не смогла назначить нового губернатора до начала французского вторжения. После краткого промежуточного регентства Хуана Родригеса Бальестероса и в соответствии с действовавшим в то время законом о правопреемстве, должность губернатора была замещена старшим военным командиром, которым оказался бригадир Франсиско Гарсиа Карраско.
Гарсия Карраско занял пост губернатора Чили в апреле, а в августе пришло известие о наполеоновском вторжении в Испанию и об учреждении Верховной Хунты, чтобы управлять империей в отсутствие законного короля. Тем временем Карлотта Хоакина, сестра Фердинанда и жена короля Португалии, которая жила в Бразилии, также пыталась взять под контроль испанские владения в Латинской Америке. Поскольку её отец и брат находились под арестом во Франции, инфанта считала себя наследницей рода. Предполагалось, что её план состоял в том, чтобы отправить войска для оккупации Буэнос-Айреса и северной Аргентины и объявить себя королевой Ла-Платы.
Бригадир Гарсия Карраско был человеком грубых и авторитарных манер, и ему удалось в очень короткое время оттолкнуть от себя креольскую элиту. Чили, как и большинству стран Латинской Америки, к тому времени уже была свойственна определённая независимость от метрополии, но она была минимальной и сконцентрировалась в безуспешном «Заговоре Трёх Антонио» в 1781 году. Большинство чилийцев были пылкими роялистами, но они были разделены на две группы: выступавших за статус-кво и божественное право Фердинанда VII («абсолютисты»), и тех, кто хотел объявить Карлотту Хоакину королевой («карлотисты»). Третья группа была составлена из тех, кто предложил заменить испанские власти местной хунтой из уважаемых граждан, которая соответствовала бы временному правительству («хунтисты»).

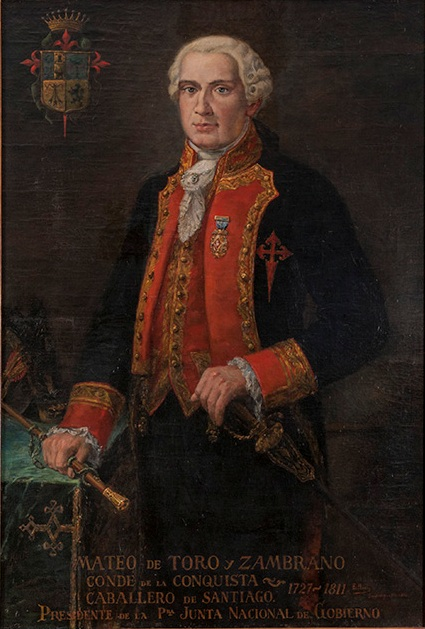
Маттео де Торо Самбрано

В 1809 году губернатор Гарсия Карраско оказался замешан в крупном коррупционном «Скандале Скорпион», который окончательно уничтожил авторитет губернатора. С этого момента началось нарастание давления на правительство Гарсия Карраско. В июне 1810 года из Буэнос-Айреса прибыли известия о том, что силы Наполеона Бонапарта завоевали Андалусию и осадили Кадис, последний оплот сопротивления французам на испанской земле. Более того, Верховная Хунта, которая управляла империей в течение последних двух лет, самораспустилась в пользу Регентского совета. Гарсиа Карраско, сторонник группы карлотистов, сумел усугубить политические проблемы, приняв произвольные и суровые меры, такие как арест и депортация в Лиму без надлежащего суда известных и социально значимых граждан по подозрениям в том, что они сочувствовали идеям создания хунты.
Вдохновленное майской революцией в Аргентине, движение автономии также стало распространяться в креольской элите. Его сторонники возмущались незаконными арестами и вместе с известием о том, что Кадис был последним, что осталось от свободной Испании, окончательно укрепились в своём противостоянии с губернатором. Гарсия Карраско был отстранён от должности и был вынужден уйти в отставку 16 июля 1810 года и, в свою очередь, был заменён следующим самым старшим офицером, Маттео де Торо Самбрано, графом Ла Конкиста, хотя законный губернатор Франсиско Хавьер де Элио был уже назначенный вице-королём Перу.
Граф Торо Самбрано был, по всем стандартам, неоднозначным выбором. Он был уже очень стар (82 года) и, кроме того, был «криолло» (родившимся в колониях), в отличие от «пенинсулар» (родившихся в Испании). Сразу после его назначения в июле хунтисты начали давить на него, чтобы добиться образования хунты. В августе Королевский апелляционный суд принял публичную присягу перед Регентским советом перед огромной аудиторией, что добавило давления на губернатора. После некоторого колебания Торо Самбрано, наконец, согласился провести открытое собрание кабильдо (мэрии) в Сантьяго, чтобы обсудить этот вопрос. Дата была назначена — 18 сентября 1810 года в 11 часов утра.

## Patria Vieja

### Первая хунта
С самого начала хунтисты захватили политическую инициативу. Как только кабильдо был созван, они смогли включить своих сторонников в комитет, которому было поручено отправлять приглашения, таким образом получив контроль над списками посещаемости в свою пользу. На сессии 18 сентября они захватили центральную сцену с криками «¡Junta queremos! ¡junta queremos!». («Мы хотим хунту! Мы хотим хунту!»). Торо Самбрано, столкнувшись с этим публичным проявлением силы, фактически дистанцировался от принятия решений, положив церемониальную палочку поверх главного стола и сказав: «Вот эстафета, возьмите ее и правьте».
«Правительственная хунта Королевства Чили», также известная как Первая хунта, была организована с теми же полномочиями, что и королевский губернатор. Её первой мерой было принятие присяги на верность Фердинанду VII в качестве законного короля. Торо Самбрано был избран президентом хунты, а остальные позиции распределились поровну между всеми партиями, но реальная власть осталась в руках секретаря Хуана Мартинеса де Росаса. Затем Хунта предприняла некоторые конкретные меры, которые были давними устремлениями колониалистов: создала милицию для защиты королевства, объявила свободу торговли со всеми странами, которые были союзниками Испании или нейтральными странами, ввела уникальный тариф 134 % для всего импорта (за исключением печатных машин, книг и ружей, освобождённых от всех налогов) и для увеличения его представительности провела конвокацию Национального конгресса. Сразу же начались политические интриги среди правящей элиты, которая получала известия о войнах в Европе. В итоге было принято решение о том, что выборы в Национальный конгресс, состоящий из 42 представителей, будут проведены в 1811 году.

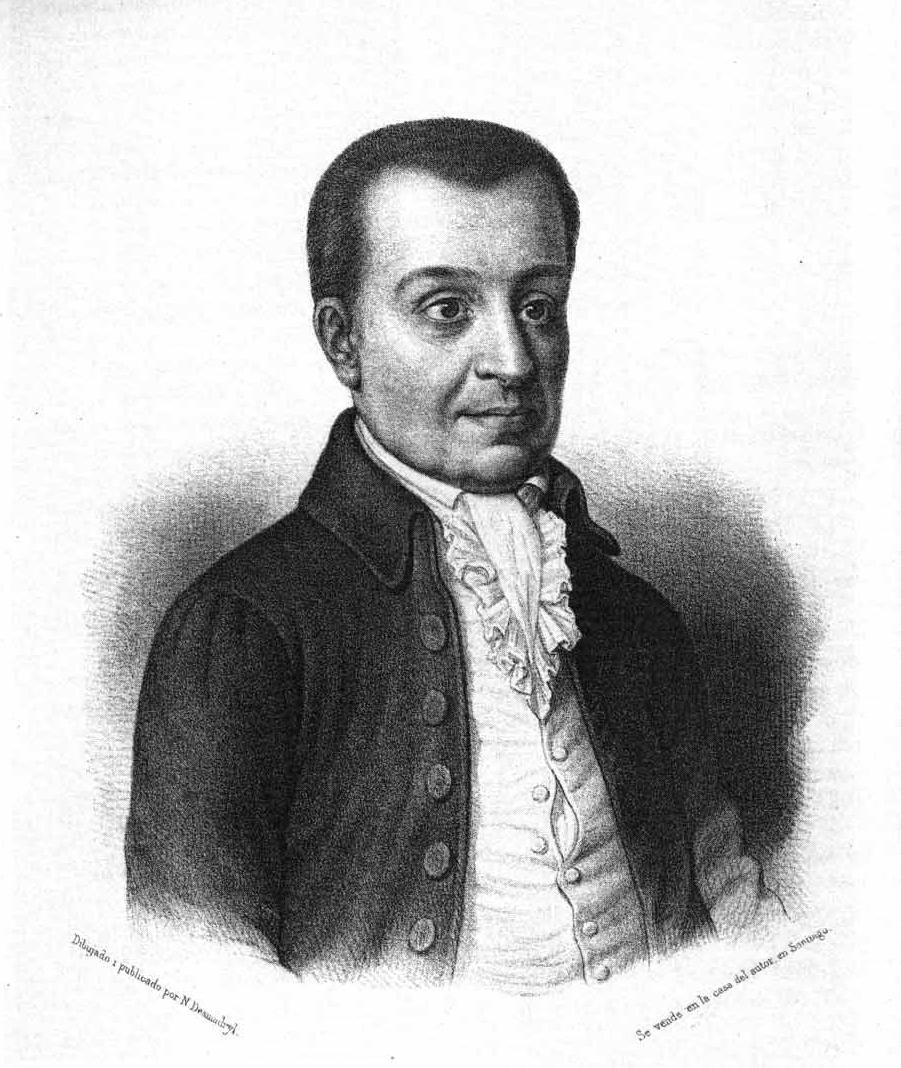
Хуан Мартинес де Росас

Появились три политические тенденции: экстремисты (exaltados), умеренные (moderados) и роялисты (realistas). Эти группы были решительно против независимости от Испании и дифференцировались только по вопросу о степени политической автономии Чили. Умеренные под руководством Хосе Мигеля Инфанте имели большинство голосов и ориентировались на медленные темпы реформ, так как боялись, что как только король вернётся к власти, он будет думать, что они ищут независимости. Экстремисты были второй по значимости группой, они выступали за большую степень свободы от короны и более быстрые темпы реформ, которые прекратились бы без полной независимости. Их лидером был Хуан Мартинес де Росас. Роялисты были против каких-либо реформ вообще и рассчитывали на поддержание статус-кво до восстановления королевской власти в Испании.
К марту 1811 года 36 представителей в Конгресс уже были избраны во всех крупных городах, за исключением Сантьяго и Вальпараисо. Большим политическим сюрпризом стала победа роялистов в Консепсьоне, где до того были сильны позиции сторонников Хуана Мартинеса де Росаса. В остальной части Чили результаты более или менее одинаково разделились: 12 делегатов за Росаса, 14 против него и 3 роялиста. Таким образом, выборы в Сантьяго стали ключом к стремлениям Росаса остаться у власти. Выборы должны были состояться 10 апреля, но до этого вспыхнул «мятеж Фигероа».
1 апреля полковник-роялист Томас де Фигероа, считая, что выборы — это излишне популистская мера, — поднял восстание в Сантьяго. Мятеж провалился, и Фигероа был арестован и казнён. Однако мятеж был успешным в том, что временно саботировал выборы, которые пришлось отложить. В конце концов, Национальный конгресс был должным образом избран, но мятеж Фигероа способствовал радикализации в политической сфере. Хотя умеренные, которые продолжали контролировать элиту, получили большинство мест в Конгрессе, меньшинство было сформировано из экстремистских революционеров, которые теперь требовали полной и немедленной независимости от Испании. Королевская аудиенция Чили, оплот испанского правления в стране, была распущена за якобы соучастие в мятеже. Идея полной независимости впервые вышла на первый план.

### Диктатура Карреры

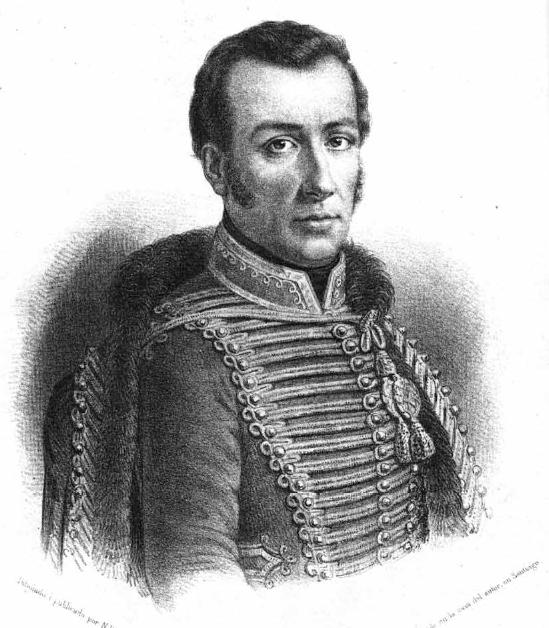
Хосе Мигель Каррера

К этому времени ветеран Пиренейских войн Хосе Мигель Каррера вернулся в Чили из Испании. Он оказался вовлечён в интриги экстремистов, которые планировали вырвать власть у Мартинеса Росаса с помощью оружия. После двух переворотов в конце 1811 года амбициозный Каррера сумел взять власть в стране, установив диктатуру. Главными членами правительства стали братья Карреры Хуан Хосе и Луис, а также Бернардо О’Хиггинс.
Между тем временная Конституция 1812 года была обнародована с заметным либеральным влиянием. Примером этого стало положение о том, что «ни один приказ, который исходит из-за пределов территории Чили, не будет иметь никакого эффекта, и любой, кто пытается обеспечить соблюдение такого приказа, будет рассматриваться как предатель». Каррера также учредил патриотические символы для Patria Vieja, такие как флаг, герб и знаки отличия. Также во время его правительства стала выходить первая чилийская газета «La Aurora de Chile» под редакцией монаха Камило Энрикеса, поддерживавшего движение за независимость. Кроме того, Каррера пригласил в Чили американского консула. Этот шаг был важен, поскольку он установил прямую связь между либерализмом и федерализмом Соединённых Штатов с принципами движения за независимость Чили. Наконец, Каррера основал Национальный институт Чили и Национальную библиотеку Чили. Оба этих престижных учреждения сохранились до наших дней.

### Испанские вторжения

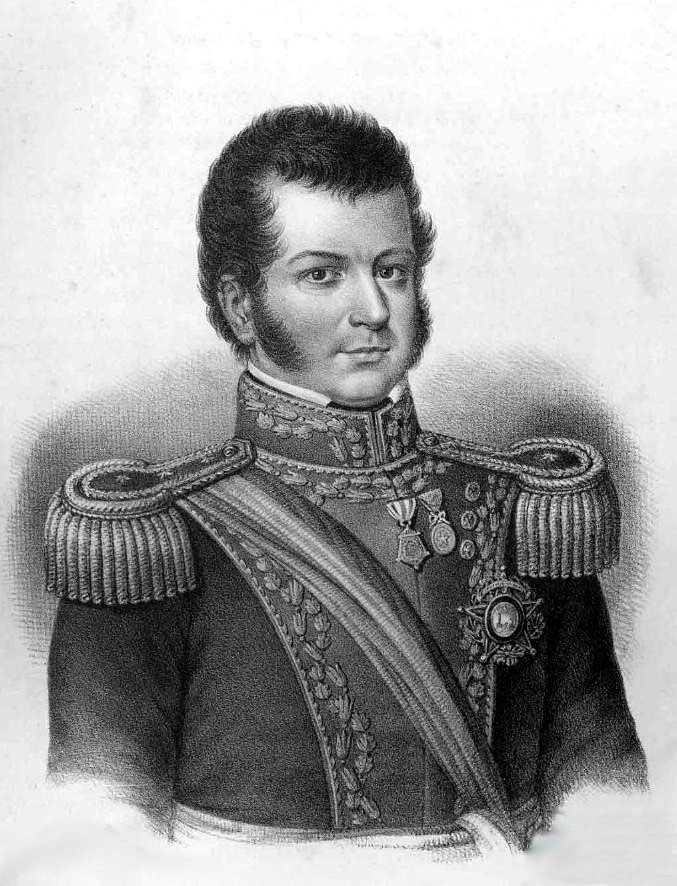
Бернардо O’Хиггинс

Победа восстаний — как в Чили, так и в Аргентине — обеспокоила вице-короля Перу Хосе Фернандо де Абаскаля. В результате в 1813 году он направил военную экспедицию по морю под командованием Антонио Парехи, чтобы разобраться с ситуацией в Чили, и послал ещё одну армию по суше, чтобы напасть на север Аргентины. Войска высадились в Консепсьоне, где их встретили аплодисментами. Затем Пареха попытался взять Сантьяго. Эти усилия не увенчались успехом, как и последующее неубедительное нападение, руководимое Габино Гаинсой. Однако это произошло не благодаря Каррере, чья некомпетентность привела к усилению позиций умеренных О’Хиггинса, которые в конечном итоге взяли верх над сторонниками независимости. Атакуемый со всех сторон Каррера ушёл в отставку, что принято считать началом периода Реконкисты.
После второй попытки Гаинсы взять Сантьяго 14 мая обе стороны подписали Лирсайский договор, номинально принёсший мир, но эффективно обеспечивший лишь передышку. Абаскаль не собирался выполнять условия договора и в тот же год направил на юг гораздо более многочисленную армию под командованием Мариано Осорио. Роялистская армия высадилась и перебралась в Чильян, требуя полной капитуляции. О’Хиггинс собирался защищать город Ранкагуа, в то время как Каррера хотел занять позицию на перевале Ангостуры, более удачной оборонительной позиции, но более близкой к Сантьяго. Из-за разногласий и, как следствие, отсутствия координации, силы сторонников независимости были разделены, и О’Хиггинс был вынужден встретиться с роялистами в Ранкагуа без подкреплений. Битва при Ранкагуа (или «Катастрофа Ранкагуа») 1 и 2 октября 1814 года закончилась поражением сил независимости, из их армии уцелело только 500 солдат из первоначальных 5000. Некоторое время спустя Осорио вступил в Сантьяго и положил конец восстанию Patria Vieja.

## Реконкиста

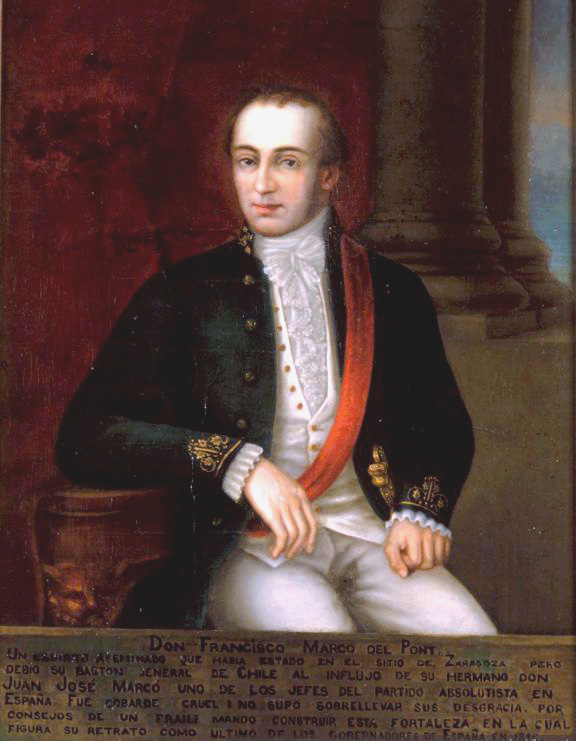
Касимиро Марко дель Понт

Наместник Абаскаль утвердил Мариано Осорио в качестве губернатора Чили, хотя позднее разногласия между ними приведут к отставке Осорио и утверждению Франсиско Марко дель Понта в качестве губернатора в 1815 году. В любом случае испанцы считали, что необходимо проучить революционеров и предприняли кампанию жестоких политических преследований во главе с печально известным Висенте Сан-Бруно. Патриоты, арестованные в Сантьяго, среди которых были члены Первой хунты, были высланы на острова Хуан-Фернандес. Эти действия не смирили патриотов, и вскоре даже самые умеренные пришли к выводу, что всё, что не соответствует независимости, невыносимо.
Большая группа патриотов (среди них Каррера и О’Хиггинс) решили бежать в Мендосу, андскую провинцию новой независимой Аргентины. В то время губернатором этой провинции был Хосе де Сан-Мартин, лидер аргентинского движения за независимость, который стал рассматриваться как «Симон Боливар южной части Испанской Южной Америки». По прибытии изгнанников Сан-Мартин немедленно стал поддерживать О’Хиггинса (вероятно, из-за их совместного членства в независимом тайном обществе «Logia Lautaro»). Влияние Карреры стало сокращаться и, наконец, иссякло, когда он был расстрелян в 1821 году.

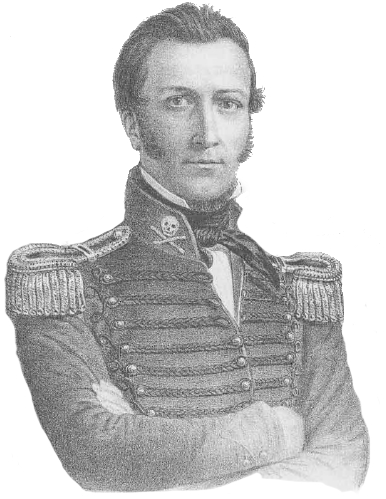
Мануэль Родригес

В то время как Сан-Мартин и О’Хиггинс собирали армию, чтобы перейти Анды и вернуть Сантьяго, они поручили адвокату Мануэлю Родригесу задачу организовать партизанскую кампанию. Цели кампании состояли в том, чтобы изматывать испанские силы, высмеивать Сан-Бруно и укреплять моральный дух патриотов. Благодаря своим последующим смелым решениям Родригес стал романтическим героем революции. Широко известен случай, когда он переодевшись в нищего, сумел выпросить милостыню у самого губернатора Марко дель Понта, который к тому времени объявил награду за голову Родригеса.
Андская освободительная армия была подготовлена к 1817 году. После пересечения Анд они встретили роялистские войска во главе с Рафаэлем Марото на равнине Чакабуко, к северу от Сантьяго. В результате битвы при Чакабуко 12 февраля 1817 года силы независимости одержали громкую победу. Патриоты снова вступили в Сантьяго. Сан-Мартин был объявлен верховным диктатором, но отказался от этого предложения и поставил О’Хиггинса на эту должность, которую он занимал до 1823 года. В первую годовщину битвы при Чакабуко О’Хиггинс официально объявил о независимости Чили.

## Patria Nueva

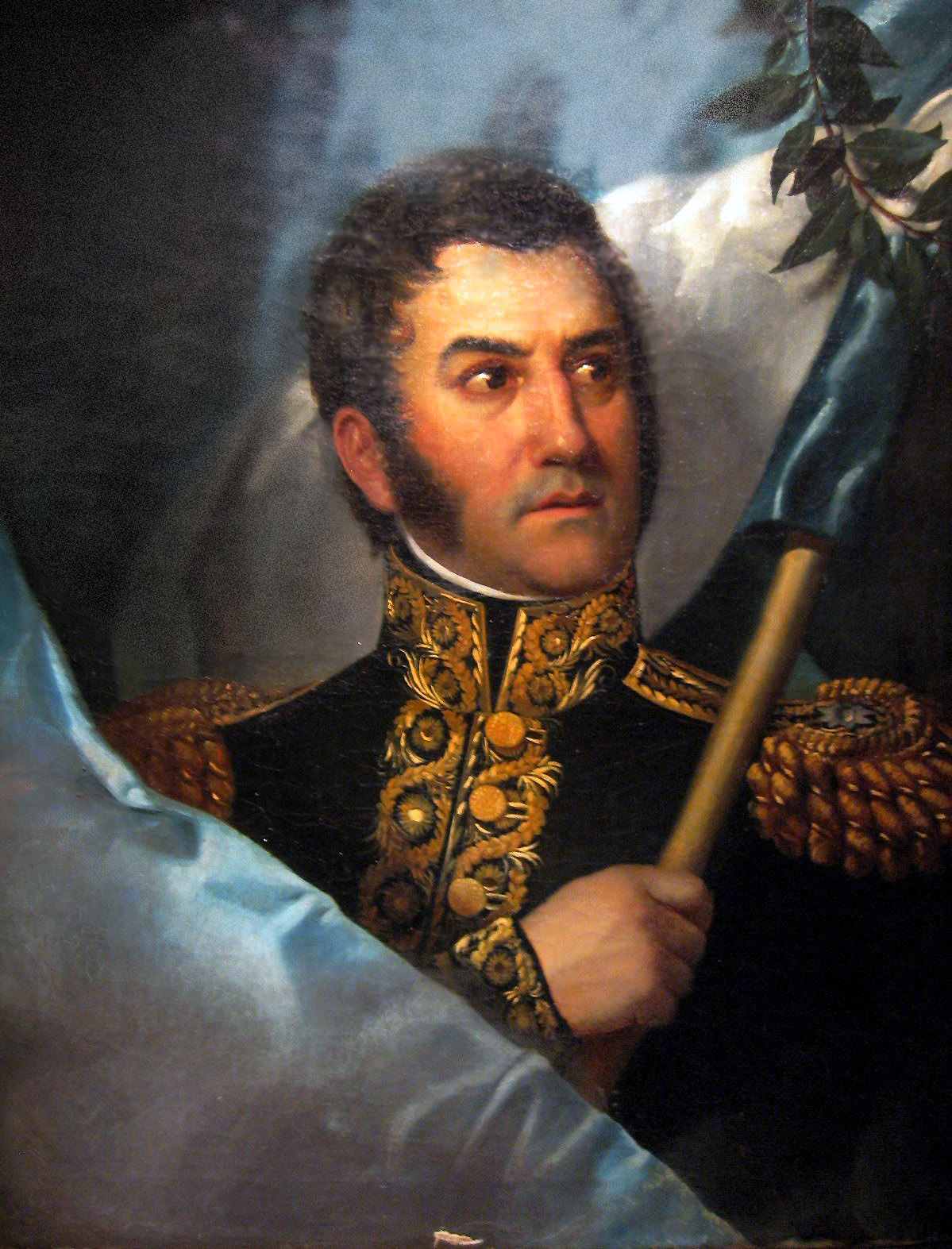
Хосе де Сан-Мартин

К этому времени Хоакин де ла Песуэла был назначен новым вице-королём Перу. Он вспомнил о своём зяте Мариано Осорио и отправил его на юг с новой экспедицией. Войска высадились в Консепсьоне и начали вербовать индейцев мапуче. Тем временем Бернардо О’Хиггинс двинулся на север, чтобы остановить наступление роялистов. Однако его войска были застигнуты врасплох и сильно потрепаны во Второй битве при Канча-Райаде 18 марта 1818 года. В замешательстве стал распространяться ложный слух о том, что Сан-Мартин и О’Хиггинс мертвы, и паника охватила войска патриотов, многие из которых стали помышлять об отступлении обратно через Анды в Мендосу. В этих критических обстоятельствах Мануэль Родригес возглавил и сплотил солдат криком: «Там все еще ваша страна, граждане!» Он провозгласил себя Верховным диктатором, эту должность он занимал ровно 30 часов, пока раненый О’Хиггинс смог вернуться в Сантьяго.
Затем 5 апреля 1818 года Сан-Мартин нанёс решающее поражение Осорио в битве при Майпу, после чего истощённые роялисты отступили к Консепсьону и уже не проводили крупных наступлений на Сантьяго. Независимость была почти обеспечена, и опасения по поводу внутренних разногласий были смягчены, когда О’Хиггинс приветствовал Сан-Мартина как спасителя страны, этот момент стал известен как «Объятие Майпу».

### Смертельная война
Чтобы ещё больше обеспечить чилийскую независимость, Сан-Мартин предпринял ряд мер против вооружённых банд в горах, состоявших из преступников, роялистов и индейцев, которые пользовались хаосом военных экспедиций и грабили сельскую местность. Эта борьба позже была названа Guerra muerte (Смертельная война) за её беспощадную тактику, поскольку ни партизаны, ни правительственные солдаты не брали пленных. Только после того, как группа Висенте Бенавидеса была ликвидирована в 1822 году, регион вокруг Консепсьона окончательно успокоился.

### Присоединение Вальдивии и Чилоэ

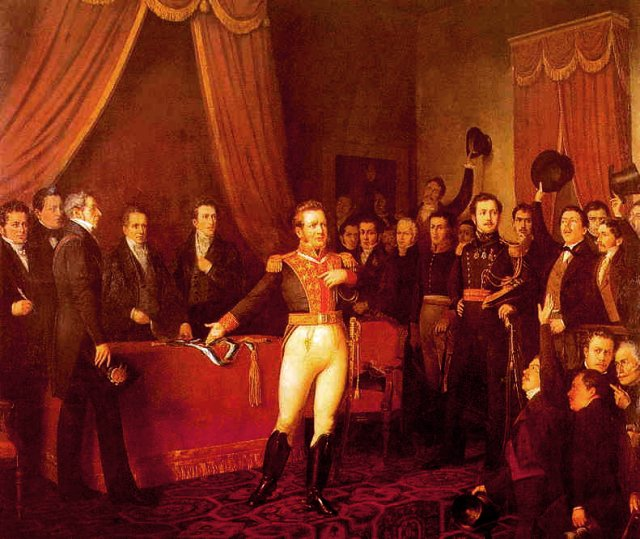
Отставка O’Хиггинса

Пока Сан-Мартин работал над установлением внутренней стабильности, О’Хиггинс также пытался защитить страну от дальнейших внешних угроз со стороны испанцев. Он сформировал чилийский флот как линию обороны против морских нападений, поставив шотландца лорда Кокрейна на пост адмирала. В 1820 году Кокрейн нанёс разгромное поражение оставшимся роялистским силам в успешной атаке на комплекс укреплений в Вальдивии. Позже Кокрейн высадил войска под командованием Уильяма Миллера на северном острове Чилоэ, чтобы захватить последнюю испанскую крепость в Чили, архипелаг Чилоэ. Эта неудачная попытка закончилась битвой при Агуи. Позже Хорхе Бочеф отправился из Вальдивии в экспедицию и нанёс решающее поражение роялистам Осорио в битве при Эль-Торо.
В любом случае Сан-Мартин и О’Хиггинс были согласны с тем, что опасность не иссякнет до тех пор, пока всё Вице-королевство Перу не станет независимой от Испании. Таким образом, флот и армия были подготовлены к экспедиции в Перу, и в 1820 году Сан-Мартин и Кокрейн отправились в поход. Однако смелый характер Кокрейна противоречил чрезмерному благоразумию Сан-Мартина. Сан-Мартин помешал ряду возможностей нанести решительный удар по испанским позициям, и в конце концов окончательно поражение испанским войскам в Перу нанёс Симон Боливар, прибывший из Колумбии. Перуанская независимость была обеспечена после битвы при Аякучо 9 декабря 1824 года, в котором войска во главе с Антонио Хосе де Сукре, лейтенантом Боливара, окончательно разгромили испанскую королевскую армию.
В чилийской историографии период Patria Nueva обычно завершается в 1823 году с отставкой О’Хиггинса. Однако последняя испанская территория в Чили, архипелаг Чилоэ, была завоёвана только в 1826 года, во время правления Рамона Фрейре, преемника О’Хиггинса. Однако некоторые считают, что Patria Nueva — это не период в истории страны, а комплекс идей, которые продолжают преобладать в чилийских националистических идеях и по сей день.

## Экономический эффект
Войны за независимость в Чили (1810—1818) и Перу (1809—1824) оказали негативное влияние на чилийскую зерновую промышленность. Торговля была нарушена, а армии в Чили разграбили сельскую местность. Фаза Guerra muerte была особенно разрушительной и закончилась только для того, чтобы перейти в период бандитизма, который продолжался до конца 1820-х годов. Торговля с Перу после борьбы за независимость так полностью и не восстановилась.
В январе 1824 года побережье Чили посетил русский путешественник Отто Евстафьевичем Коцебу в ходе кругосветного плавания на шлюпе «Предприятие». Коцебу отмечает разорение и запустение в котором находились города Консепсьон, Талькауано и их окрестности по сравнению с тем, что он видел в 1815 году: в результате войны большая часть обоих городов была превращена в развалины, дома разрушены до основания а жители ввергнуты в полную нищету.
Чилийская правящая элита приняла политику свободной торговли уже в 1811 году с принятием Декрета о свободе торговли. Это позволило стране в середине XIX века использовать возможности, которые калифорнийская и австралийская золотые лихорадки создали для экспорта пшеницы.